# 奧特蘭托鎮區 (愛荷華州米切爾縣)
奧特蘭托鎮區（英語：Otranto Township）是位於美國愛荷華州米切爾縣的一個行政鎮區。

## 地方資料
根據2010年美國人口普查的數據，奧特蘭托鎮區的面積為75.57平方千米，當中陸地面積為75.50平方千米，而水域面積為0.07平方千米。當地共有人口338人，而人口密度為每平方千米4.47人。